# Oligia grisea
Oligia grisea là một loài bướm đêm trong họ Noctuidae.